# Putrajaya ePrix 2015
Der Putrajaya ePrix 2015 (offiziell: 2015 Y Capital Management Putrajaya ePrix) fand am 7. November auf der Formel-E-Rennstrecke Putrajaya in Putrajaya statt und war das zweite Rennen der FIA-Formel-E-Meisterschaft 2015/16. Es handelte sich um den zweiten Putrajaya ePrix.

## Bericht

### Hintergrund
Nach dem Beijing ePrix führte Sébastien Buemi in der Fahrerwertung mit zwölf Punkten vor Lucas di Grassi und mit fünfzehn Punkten vor Nick Heidfeld. In der Teamwertung hatte Renault e.dams acht Punkte Vorsprung auf Dragon Racing und zwölf Punkte Vorsprung auf ABT Schaeffler Audi Sport.
Zwei Tage vor dem Rennen wurde bekannt, dass Salvador Durán das Trulli Formula E Team, das beim ersten Saisonlauf nicht antreten konnte, verlässt. Das Team war von der Entscheidung überrascht und warf Durán Vertragsbruch vor. Da das Team so kurzfristig keinen anderen Piloten finden konnte, sollte Teamchef Jarno Trulli selbst als Fahrer antreten, obwohl er am Ende der Vorsaison seine Rennfahrerkarriere bereits beendet hatte.
Mit Sam Bird trat ein ehemaliger Sieger zu dem Rennen an.
Wie bereits im Vorjahr wurde der Zeitplan um zwei Stunden nach vorne verlegt, um schweren Regenfällen, die für den Nachmittag erwartet wurden, aus dem Weg zu gehen. Die beiden freien Trainings wurden zu einem längeren Training zusammengefasst.
Heidfeld, Nelson Piquet jr. und Oliver Turvey erhielten einen sogenannten FanBoost, sie durften die Leistung ihres zweiten Fahrzeugs einmal auf bis zu 200 kW erhöhen und so bis zu 100 Kilojoule Energie zusätzlich verwenden.
Da die Fahrzeuge des Trulli-Teams die technische Abnahme nicht bestanden, musste das Team das Rennen erneut auslassen. Die Teamleitung begründete dies damit, dass nicht genügend Zeit zum Zusammenbau der Fahrzeuge zur Verfügung gestanden habe.

### Training
Loïc Duval fuhr mit einer Rundenzeit von 1:20,188 Minuten die Bestzeit vor Buemi und Daniel Abt. Das Training musste dreimal unterbrochen werden, zuerst hatte sich ein Werbebanner vom Fangzaun gelöst, danach ragte ein loser Befestigungsbolzen der Curbs weit nach oben. Die dritte Unterbrechung erfolgte, weil Jacques Villeneuve sein Auto mit Problemen an der Batterie auf der Strecke abstellen musste und zeitgleich Nelson Piquet jr. in die Streckenbegrenzung prallte.

### Qualifying
Das Qualifying begann um 10:00 Uhr und fand in vier Gruppen statt. Da nur 18 Fahrzeuge teilnahmen, wurde das Feld in zwei Gruppen mit fünf und zwei Gruppen mit vier Fahrern gelost. Jeder Fahrer hatte 6 Minuten Zeit, eine schnelle Runde zu setzen. Buemi war mit einer Rundenzeit von 1:19,821 Minuten Schnellster.
Die fünf schnellsten Fahrer fuhren anschließend im Superpole genannten Einzelzeitfahren die ersten fünf Positionen aus. Buemi sicherte sich mit einer Rundenzeit von 1:20,196 Minuten die Pole-Position und damit drei Punkte. Die weiteren Positionen belegten Stéphane Sarrazin, Duval, António Félix da Costa und Nicolas Prost.

### Rennen
Das Rennen ging über 33 Runden. Der zweitplatzierte Sarrazin sorgte für einen Startabbruch, da sein Motor abgestorben war, er musste das Rennen aus der Boxengasse aufnehmen.
Beim Start blieben die Positionen an der Spitze unverändert, Buemi führte vor Duval, Félix da Costa, Prost und di Grassi. Jean-Éric Vergne kollidierte in der ersten Kurve mit Heidfeld und Jacques Villeneuve, für Vergne war das Rennen mit Aufhängungsbruch beendet, Heidfeld drehte sich und fiel ans Ende des Feldes zurück. Bei der Anfahrt zu Kurve vier ging Robin Frijns an Jérôme D’Ambrosio vorbei und lag nun auf dem sechsten Rang.
In Runde fünf schlug Oliver Turvey nach einem Problem mit dem Gaspedal in die Streckenbegrenzung ein, zur Bergung des Fahrzeugs wurde das Safety Car auf die Strecke geschickt. Das Rennen wurde am Ende der siebten Runde wieder freigegeben.
Prost ging in der neunten Runde an Félix da Costa vorbei und schloss anschließend auf Duval auf. Abt überholte D’Ambrosio und lag nun auf dem siebten Platz. Simona de Silvestro ging an Piquet vorbei. Sarrazin, der durch die Safety-Car-Phase auf das Ende des Feldes aufgeschlossen hatte, überholte kurz darauf Piquet und de Silvestro. Buemi führte unterdessen vor Duval und Prost, dahinter fuhren Félix da Costa, di Grassi, Frijns, Abt, D’Ambrosio, Bird und Villeneuve. Heidfeld hatte sich nach seinem Dreher in der ersten Kurve bereits wieder auf den elften Platz verbessert.
In Runde 15 stellte Buemi sein Fahrzeug zunächst auf der Strecke ab, sein Teamkollege Prost ging wegen eines Temperaturproblems bereits in dieser Runde zum Fahrzeugwechsel an die Box, die Mindestzeit für den Fahrzeugwechsel betrug 58 Sekunden. Buemi gelang es kurz darauf, weiterzufahren und ebenfalls zum Fahrzeugwechsel an die Box zu kommen. Eine Runde später stoppten Daniel Abt und Nathanaël Berthon. Abt hatte ein technisches Problem beim Starten seines zweiten Fahrzeugs, er verlor mehr als 22 Sekunden auf die Mindestzeit.
Duval, Félix da Costa, di Grassi, Villeneuve und de Silvestro stoppten am Ende von Runde 17. Auch Villeneuve verlor hierbei mehr als 20 Sekunden und fiel auf den letzten Platz zurück. Eine Runde später wechselten alle übrigen Piloten bis auf Piquet, der zwei weitere Runden mit dem ersten Wagen fuhr, ihr Fahrzeug. Heidfeld unterschritt die Mindestzeit beim Boxenstopp um vier Sekunden.
Nach den Boxenstopps lag Prost in Führung vor Félix da Costa, di Grassi, Duval, D’Ambrosio, Frijns, Heidfeld, Bird, Buemi und Abt. Di Grassi ging kurz darauf an Félix da Costa vorbei. Heidfeld verlor kurz die Kontrolle über seinen Wagen und berührte die Streckenbegrenzung, Bird nutzte dies aus und ging vorbei. Am Tag nach dem Rennen stellte sich heraus, dass sich Heidfeld beim Gegenlenken einen Bänderriss in der linken Hand zugezogen hatte, er musste operiert werden und den folgenden ePrix in Punta del Este auslassen. Kurz darauf erhielt Heidfeld, der keinen Boxenfunk zur Verfügung hatte, eine Durchfahrtstrafe für das Unterschreiten der Mindestzeit beim Boxenstopp.
Prost musste nach seinem frühen Fahrzeugwechsel Energie sparen, die nachfolgenden Piloten konnten aufschließen. In Runde 24 ging di Grassi vorbei und übernahm die Führung. Eine Runde später wurde Prost auch von Félix da Costa überholt, der sein Fahrzeug wenige Kurven später mit überhitzter Batterie zunächst auf der Strecke abstellte, kurz darauf jedoch weiterfuhr. Er fiel so auf Platz sieben zurück. Duval überholte Prost und lag nun auf dem zweiten Platz. Das Problem bei Félix da Costa wiederholte sich kurz darauf, er fiel weiter zurück und lag nun auf dem elften Rang hinter Heidfeld, der in der Runde zuvor seine Durchfahrtstrafe angetreten hatte.
Auch D’Ambrosio überholte in Runde 28 Prost, der in derselben Runde auch Frijns und Bird passieren lassen musste. Sarrazin überholte währenddessen Abt und lag nun auf dem achten Platz.
In den letzten drei Runden überschlugen sich die Ereignisse. Duval erlitt einen Bruch der Radaufhängung und fuhr zunächst in langsamer Fahrt weiter. Prost verbremste sich und fuhr in die Auslaufzone, er fiel mehrere Plätze weit zurück. Frijns überholte den langsamen Duval, verlor kurz darauf die Kontrolle über sein Fahrzeug und schlug in die Streckenbegrenzung ein. Dabei beschädigte er sich die Radaufhängung hinten rechts, er setzte das Rennen jedoch fort. Duval stellte seinen Wagen kurz darauf am Streckenrand ab. Auch Buemi stellte sein Fahrzeug kurz auf der Strecke ab. Senna ging an seinem Teamkollegen Heidfeld vorbei und lag damit auf Platz acht, auch Félix da Costa überholte Heidfeld. D’Ambrosio schlug nach einem Aufhängungsbruch in der letzten Runde in die Streckenbegrenzung ein und schied aus, er verlor damit einen sicher geglaubten zweiten Rang. Abt fiel in der letzten Runde noch hinter Senna und Félix da Costa zurück.
Di Grassi gewann das Rennen vor Bird und Frijns. Die Top 10 komplettierten Sarrazin, Senna, Félix da Costa, Abt, Piquet, Heidfeld und Prost. Die zwei Punkte für die schnellste Rennrunde gingen an Buemi.
Di Grassi übernahm damit die Führung in der Gesamtwertung vor Buemi und Bird. In der Teamwertung lag ABT Schaeffler Audi Sport auf dem ersten Platz vor Renault e.dams und Mahindra Racing.

## Meldeliste
Alle Teams und Fahrer verwenden Reifen von Michelin.
| Team                            | Fahrzeug                | Nr. | Fahrer                 |
| ------------------------------- | ----------------------- | --- | ---------------------- |
| Renault e.dams                  | RENAULT Z.E.15          | 08  | Nicolas Prost          |
| Renault e.dams                  | RENAULT Z.E.15          | 09  | Sébastien Buemi        |
| Dragon Racing                   | Venturi VM200-FE-01     | 06  | Loïc Duval             |
| Dragon Racing                   | Venturi VM200-FE-01     | 07  | Jérôme D’Ambrosio      |
| ABT Schaeffler Audi Sport       | ABT Schaeffler FE01     | 11  | Lucas di Grassi        |
| ABT Schaeffler Audi Sport       | ABT Schaeffler FE01     | 66  | Daniel Abt             |
| NEXTEV TCR Formula E Team       | NEXTEV TCR FormulaE 001 | 01  | Nelson Piquet jr.      |
| NEXTEV TCR Formula E Team       | NEXTEV TCR FormulaE 001 | 88  | Oliver Turvey          |
| DS Virgin Racing Formula E Team | VIRGIN DSV-01           | 02  | Sam Bird               |
| DS Virgin Racing Formula E Team | VIRGIN DSV-01           | 25  | Jean-Éric Vergne       |
| Amlin Andretti Formula E Team   | Spark-Renault SRT_01E   | 27  | Robin Frijns           |
| Amlin Andretti Formula E Team   | Spark-Renault SRT_01E   | 28  | Simona de Silvestro    |
| Team Aguri                      | Spark-Renault SRT_01E   | 55  | António Félix da Costa |
| Team Aguri                      | Spark-Renault SRT_01E   | 77  | Nathanaël Berthon      |
| Mahindra Racing Formula E Team  | Mahindra M2ELECTRO      | 21  | Bruno Senna            |
| Mahindra Racing Formula E Team  | Mahindra M2ELECTRO      | 23  | Nick Heidfeld          |
| Venturi Formula E Team          | Venturi VM200-FE-01     | 04  | Stéphane Sarrazin      |
| Venturi Formula E Team          | Venturi VM200-FE-01     | 12  | Jacques Villeneuve     |
| Trulli Formula E Team           | Motomatica JT-01        | 10  | Jarno Trulli           |
| Trulli Formula E Team           | Motomatica JT-01        | 18  | Vitantonio Liuzzi      |

## Klassifikationen

### Qualifying
| Pos.                                                                   | Fahrer                 | Team                            | Zeit       | Superpole | Start |
| ---------------------------------------------------------------------- | ---------------------- | ------------------------------- | ---------- | --------- | ----- |
| 01                                                                     | Sébastien Buemi        | Renault e.dams                  | 1:19,821   | 1:20,196  | 01    |
| 02                                                                     | Stéphane Sarrazin      | Venturi Formula E Team          | 1:20,213   | 1:20,639  | 02    |
| 03                                                                     | Loïc Duval             | Dragon Racing Formula E Team    | 1:20,251   | 1:20,886  | 03    |
| 04                                                                     | António Félix da Costa | Team Aguri                      | 1:20,414   | 1:20,975  | 04    |
| 05                                                                     | Nicolas Prost          | Renault e.dams                  | 1:20.401   | 1:21,786  | 05    |
| 06                                                                     | Lucas di Grassi        | ABT Schaeffler Audi Sport       | 1:20,449   | –         | 06    |
| 07                                                                     | Jérôme D’Ambrosio      | Dragon Racing Formula E Team    | 1:20,496   | –         | 07    |
| 08                                                                     | Robin Frijns           | Amlin Andretti Formula E Team   | 1:20,546   | –         | 08    |
| 09                                                                     | Bruno Senna            | Mahindra Racing Formula E Team  | 1:20,616   | –         | 09    |
| 10                                                                     | Daniel Abt             | ABT Schaeffler Audi Sport       | 1:20,679   | –         | 10    |
| 11                                                                     | Nick Heidfeld          | Mahindra Racing Formula E Team  | 1:20,727   | –         | 11    |
| 12                                                                     | Jacques Villeneuve     | Venturi Formula E Team          | 1:20,754   | –         | 12    |
| 13                                                                     | Jean-Éric Vergne       | DS Virgin Racing Formula E Team | 1:20,820   | –         | 13    |
| 14                                                                     | Sam Bird               | DS Virgin Racing Formula E Team | 1:20,905   | –         | 14    |
| 15                                                                     | Nathanaël Berthon      | Team Aguri                      | 1:21,270   | –         | 15    |
| 16                                                                     | Nelson Piquet jr.      | NEXTEV TCR Formula E Team       | 1:21,559   | –         | 16    |
| 17                                                                     | Oliver Turvey          | NEXTEV TCR Formula E Team       | 1:21,611   | –         | 17    |
| 18                                                                     | Simona de Silvestro    | Amlin Andretti Formula E Team   | 1:21,958   | –         | 18    |
| 110-Prozent-Zeit: 1:27,803 min (bezogen auf Bestzeit von 1:19,821 min) |                        |                                 |            |           |       |
| DNQ                                                                    | Jarno Trulli           | Trulli Formula E Team           | keine Zeit | –         | –     |
| DNQ                                                                    | Vitantonio Liuzzi      | Trulli Formula E Team           | keine Zeit | –         | –     |

### Rennen
| Pos. | Fahrer                 | Team                            | Runden | Zeit       | Start | Schnellste Runde |
| ---- | ---------------------- | ------------------------------- | ------ | ---------- | ----- | ---------------- |
| 01   | Lucas di Grassi        | ABT Schaeffler Audi Sport       | 33     | 50:17,449  | 06    | 1:23,877         |
| 02   | Sam Bird               | DS Virgin Racing Formula E Team | 33     | + 13,884   | 14    | 1:24,273         |
| 03   | Robin Frijns           | Amlin Andretti Formula E Team   | 33     | + 29,776   | 08    | 1:24,183         |
| 04   | Stéphane Sarrazin      | Venturi Formula E Team          | 33     | + 32,638   | 02    | 1:23,784         |
| 05   | Bruno Senna            | Mahindra Racing Formula E Team  | 33     | + 34,404   | 09    | 1:24,311         |
| 06   | António Félix da Costa | Team Aguri                      | 33     | + 36,925   | 04    | 1:24,045         |
| 07   | Daniel Abt             | ABT Schaeffler Audi Sport       | 33     | + 37,283   | 10    | 1:24,178         |
| 08   | Nelson Piquet jr.      | NEXTEV TCR Formula E Team       | 33     | + 40,623   | 16    | 1:23,889         |
| 09   | Nick Heidfeld          | Mahindra Racing Formula E Team  | 33     | + 52,904   | 11    | 1:23,366         |
| 10   | Nicolas Prost          | Renault e.dams                  | 33     | + 53,695   | 05    | 1:23,240         |
| 11   | Jacques Villeneuve     | Venturi Formula E Team          | 33     | + 58,698   | 12    | 1:24,753         |
| 12   | Sébastien Buemi        | Renault e.dams                  | 33     | + 1:07,728 | 01    | 1:22,748         |
| 13   | Simona de Silvestro    | Amlin Andretti Formula E Team   | 33     | + 1:24,464 | 18    | 1:25,872         |
| 14   | Jérôme D’Ambrosio      | Dragon Racing Formula E Team    | 32     | DNF        | 07    | 1:24,060         |
| 15   | Nathanaël Berthon      | Team Aguri                      | 32     | + 1 Runde  | 15    | 1:24,981         |
| 16   | Loïc Duval             | Dragon Racing Formula E Team    | 29     | DNF        | 03    | 1:23,827         |
| —    | Oliver Turvey          | NEXTEV TCR Formula E Team       | 04     | DNF        | 17    | 1:25,862         |
| —    | Jean-Éric Vergne       | DS Virgin Racing Formula E Team | —      | DNF        | 13    | —                |

## Meisterschaftsstände nach dem Rennen
Die ersten zehn des Rennens bekamen 25, 18, 15, 12, 10, 8, 6, 4, 2 bzw. 1 Punkt(e). Zusätzlich gibt es drei Punkte für die Pole-Position und zwei Punkte für die schnellste Rennrunde.

### Fahrerwertung
| Pos. | Fahrer                 | Team                            | Punkte |
| ---- | ---------------------- | ------------------------------- | ------ |
| 01   | Lucas di Grassi        | ABT Schaeffler Audi Sport       | 43     |
| 02   | Sébastien Buemi        | Renault e.dams                  | 35     |
| 03   | Sam Bird               | DS Virgin Racing Formula E Team | 24     |
| 04   | Nick Heidfeld          | Mahindra Racing Formula E Team  | 17     |
| 05   | Robin Frijns           | Amlin Andretti Formula E Team   | 16     |
| 06   | Stéphane Sarrazin      | Venturi Formula E Team          | 14     |
| 07   | Loïc Duval             | Dragon Racing Formula E Team    | 12     |
| 08   | Bruno Senna            | Mahindra Racing Formula E Team  | 10     |
| 09   | Jérôme D’Ambrosio      | Dragon Racing Formula E Team    | 10     |
| 10   | Oliver Turvey          | NEXTEV TCR Formula E Team       | 8      |
| 11   | António Félix da Costa | Team Aguri                      | 8      |

| Pos. | Fahrer              | Team                            | Punkte |
| ---- | ------------------- | ------------------------------- | ------ |
| 12   | Daniel Abt          | ABT Schaeffler Audi Sport       | 6      |
| 13   | Nathanaël Berthon   | Team Aguri                      | 4      |
| 14   | Nelson Piquet jr.   | NEXTEV TCR Formula E Team       | 4      |
| 15   | Nicolas Prost       | Renault e.dams                  | 1      |
| 16   | Jacques Villeneuve  | Venturi Formula E Team          | 0      |
| 17   | Jean-Éric Vergne    | DS Virgin Racing Formula E Team | 0      |
| 18   | Simona de Silvestro | Amlin Andretti Formula E Team   | 0      |
| —    | Salvador Durán      | Trulli Formula E Team           | 0      |
| —    | Vitantonio Liuzzi   | Trulli Formula E Team           | 0      |
| —    | Jarno Trulli        | Trulli Formula E Team           | 0      |

### Teamwertung
| Pos. | Team                            | Punkte |
| ---- | ------------------------------- | ------ |
| 01   | ABT Schaeffler Audi Sport       | 49     |
| 02   | Renault e.dams                  | 36     |
| 03   | Mahindra Racing Formula E Team  | 27     |
| 04   | DS Virgin Racing Formula E Team | 24     |
| 05   | Dragon Racing Formula E Team    | 22     |

| Pos. | Team                          | Punkte |
| ---- | ----------------------------- | ------ |
| 06   | Amlin Andretti Formula E Team | 16     |
| 07   | Venturi Formula E Team        | 14     |
| 08   | NEXTEV TCR Formula E Team     | 12     |
| 09   | Team Aguri                    | 12     |
| 10   | Trulli Formula E Team         | 0      |